# Hramoszcza
Hramoszcza (biał. Грамошча; ros. Грамоще, hist. Hromoszcze) – wieś na Białorusi, w rejonie połockim obwodu witebskiego, około 28 km na północny zachód od Połocka i 35 na wschód od Dryssy (obecnie Wierchniedźwińska).

## Historia
Dobra te od 1635 roku były własnością autochtonicznej rodziny Hłasków herbu Leliwa, kiedy Hrehory Hłasko, syn Lwa, nabył tę i kilka sąsiednich wsi.
Po I rozbiorze Polski w 1772 roku te ziemie, wcześniej należące do województwa połockiego Rzeczypospolitej, znalazły się na terenie powiatu drysieńskiego guberni witebskiej Imperium Rosyjskiego. 
W 1811 roku właścicielem Hromoszcza był Leonard Hłasko. Na początku XIX wieku we wsi mieszkało 126 osób. Wieś pozostawała w rękach rodziny Hłasków aż do rewolucji październikowej. Ostatnimi jej godpodarzami byli Feliks i Paweł Hłaskowie, ich tutejsze dobra liczyły wtedy 1400 ha.
W 1822 roku Hłaskowie wznieśli tu katolicką kaplicę pw. Przemienienia Pańskiego. Kaplica ta jest zaznaczona jeszcze na mapie Wojskowego Instytutu Geograficznego z 1931 roku. Dwór został spalony w marcu 1918 roku. Na radzieckiej mapie z 1937 roku na miejscu wsi zaznaczono kołchoz „Październik”. Kołchoz został przemianowany po II wojnie światowej na „Zorza”. Obecnie znajduje się tu 8 domów i przystanek autobusowy.

## Dawny dwór
Dwór został wybudowany przez Rafała Hłaskę (ur. w 1764 roku) po kampanii napoleońskiej, około 1814 roku. Był to drewniany, parterowy, duży dom, o typowej architekturze dla tego typu dworów. Około połowy XIX wieku syn Rafała Eustachy przebudował dwór i podjazd, nadając ma ostateczny kształt. Ganek charakteryzował się wysuniętymi 4 kolumnami, tworzącymi kryty zajazd.
Od strony ogrodu, na skutek pochyłości terenu, dwór był znacznie wyższy niż od strony podjazu; przed nim znajdował się długi taras ze schodami schodzącymi do ogrodu, po obu jego stronach. Układ pomieszczeń w domu był dwu- i trzytraktowy. Pokoje były ogrzewane piecami kaflowymi stojącymi w ich narożach. 
Dwór otaczał rozległy park o powierzchni około 25 ha. Były tam sady (1200 drzew owocowych), strumyki, ogrody warzywne, 3 stawy, w tym jeden z wysepką, na pozostałych dwóch zainstalowano fontanny, 60 m od domu stała modrzewiowa kaplica. Ponadto w ogrodzie była chińska altana. Tuż przy domu znajdował się wielki kwadrat alei lipowych, których wiek oceniano na 350 lat. Liczące kilkaset lat drzewa znajdowały się również w innych częściach parku, były to często egzotyczne gatunki, jak cyprysy, cedry i tuje olbrzymie (o średnicy pnia do 3 m). Nad całym parkiem górował klon rosnący przy kaplicy, o obwodzie pnia około 5 m, którego wiek oceniano na 450 lat. Cały ogród był otoczony przez żywopłot świerkowy.
Wszystko zostało spalone w marcu 1918 roku.
Majątek w Hromoszczu jest opisany w 1. tomie Dziejów rezydencji na dawnych kresach Rzeczypospolitej Romana Aftanazego.